# Dennis Gansel
Dennis Gansel (Hannover, 4 ottobre 1973) è un regista tedesco.

## Filmografia parziale

### Cinema
- Das Phantom (1999)
- Ragazze pom pom al top (Mädchen, Mädchen) (2001)
- I ragazzi del Reich (Napola - Elite für den Führer) (2004)
- L'onda (Die Welle) (2008)
- Wir sind die Nacht (2010)
- Il quarto stato (Die vierte Macht) (2012)
- Mechanic: Resurrection (2016)
- Le avventure di Jim Bottone (Jim Knopf und Lukas der Lokomotivführer) (2018)
- Jim Knopf und die Wilde 13 (2020)

### Televisione
- Das Boot – serie TV, 11 episodi (2022-2023)

### Cortometraggi
- The Wrong Trip (1995)
- Living Dead (1996)
- Im Auftrag des Herren (1998)

## Riconoscimenti
- 2001 – Adolf-Grimme-Preis
  - Per Das Phantom
- 2003 – Deutscher Filmpreis
  - Best unpicturized script per I ragazzi del Reich
- 2005 – Bayerischer Filmpreis
  - Per I ragazzi del Reich
- 2008 – Deutscher Filmpreis
  - Per L'onda